# Гришки (зупинний пункт, Південна залізниця)
Гришки́ — пасажирський залізничний зупинний пункт Полтавської дирекції Південної залізниці.
Розташований на лінії Курінь — Прилуки між станціями Бахмач-Київський (11 км) та Варварівський (3 км) неподалік від села Ополонське Бахмацького району Чернігівської області.
Відкритий після 1992 року.
Станом на березень 2020 року щодня дві пари дизель-потягів прямують за напрямком Бахмач-Пасажирський — Прилуки.